# Матей Бел
Матей Бел или Матиас Бел (на немски: Matthias Bel; на унгарски: Bél Mátyás; на словашки: Matej Bel; на латински: Matthias Belius) е лутерански пастор и енциклопедист от Кралство Унгария. Описва се сам като „славянин по език, унгарец по народност и германец по ерудиция“.

## Приноси
Матей Бел активно допринася в областта на педагогиката, философията, филологията, историята и теологията. Основател е на унгарската географска наука и пионер на описателната етнография и икономика.
Като учител, Бел пише учебници, въвежда за първи път обучението по природни науки и набляга на значението на илюстративните помощни средства, както и на експерименталното обучение. Методите му се разпространяват и имат модернизиращ ефект из цялото Кралство Унгария.
Като филолог, Бей е първият, изучавал староунгарската писменост (т.нар. „унгарски руни“) и еволюцията на унгарския литературен език. Редактира и публикува нова версия на превода на Гаспар Кароли на Библията. Пише граматики за унгарски, латински и немски език, като в граматиката по немски прави преглед на германските езикови общности и диалекти в Унгария. Проявява се и като плодовит преводач и редактор в областта на религиозната литература.
През 1735 година Бел подготвя проект за създаването на научна академия, базирана в Пресбург, днес Братислава. С това той е един от първопроходниците на Словашката академия на науките, създадена през 1942 година.
На негово име е кръстен Университета „Матей Бел“ в Банска Бистрица.
|  | Тази страница частично или изцяло представлява превод на страницата Matthias Bel в Уикипедия на английски. Оригиналният текст, както и този превод, са защитени от Лиценза „Криейтив Комънс – Признание – Споделяне на споделеното“, а за съдържание, създадено преди юни 2009 година – от Лиценза за свободна документация на ГНУ. Прегледайте историята на редакциите на оригиналната страница, както и на преводната страница, за да видите списъка на съавторите. ВАЖНО: Този шаблон се отнася единствено до авторските права върху съдържанието на статията. Добавянето му не отменя изискването да се посочват конкретни източници на твърденията, които да бъдат благонадеждни. |

1. 1 2 3 4 5  jn19992000065 //   Посетен на 30 август 2020 г.